# Betsi Cadwaladr
Betsi Cadwaladr (24. května 1789 Llanycil – 17. července 1860 Londýn), známá také jako Beti Cadwaladr nebo Beti Davis byla britská zdravotní sestra, která spolupracovala s Florence Nightingalovou během krymské války. Mezi oběma ženami však docházelo k neustálým neshodám. V roce 2016 byla vyhlášena jednou z „50 z největších velšských osobností všech dob“ a její jméno je také spojováno s Betsi Cadwaladr University Health Board (velšsky: Bwrdd Iechyd Prifysgol Betsi Cadwaladr), jednou z největších zdravotních organizací ve Walesu.

## Mládí
Pocházela z šestnácti dětí a narodila se v Llanycilu nedaleko Bala ve Walesu metodistiskému kazateli Dafyddu Cadwaladrovi. Vyrůstala na Pen Rhiw Farm v Llanycilu a ve věku pěti let přišla o matku. Krátce nato dostala od Thomase Charlese, velšského kalvinistického metodistického kněze, bibli. Tohoto gesta si Betsi Cadwaladr velice vážila a našla v ní smysl svého života.

## Kariéra

### Počátky
Zpočátku pracovala jako služebná v Plas yn Dre, kde se naučila domácím pracím, hovořit anglicky a také hře na harfu. Ve službě však nebyla šťastná a ve věku 14 let utekla. Poté pracovala jako služebná v Liverpoolu. V té době si také změnila své příjmení na Davis, kvůli snazší výslovnosti. Některé prameny však uvádějí, že se ve skutečnosti jako Elizabeth Davis narodila.
Později se vrátila do Walesu, který však z důvodu, aby se vyhnula manželství, opětovně opustila a odešla do Londýna, kde žila u své sestry. Zde také poprvé navštívila divadlo, které ji nadchlo.
Poté pracovala jako služebná. Tato práce ji umožnila cestovat po světě, což v ní probudilo zálibu v cestování. Během bitvy u Waterloo pobývala ve Francii a měla tak možnost bojiště navštívit. Zde však byla otřesena velmi špatnou péčí o zraněné.
V roce 1820, ve věku 31 let, se znovu vrátila do Baly, kde se však nudila a nechala se proto zaměstnat jako služebná lodního kapitána a léta pak cestovala. Během té doby navštívila Ameriku, Afriku a Austrálii. Kromě práce služebné se na palubě lodi během cest starala o nemocné a také pomáhala při porodech. I přes její tvrdohlavou a nezávislou povahu ji více než 20 mužů požádalo o ruku.

### Práce zdravotní sestry

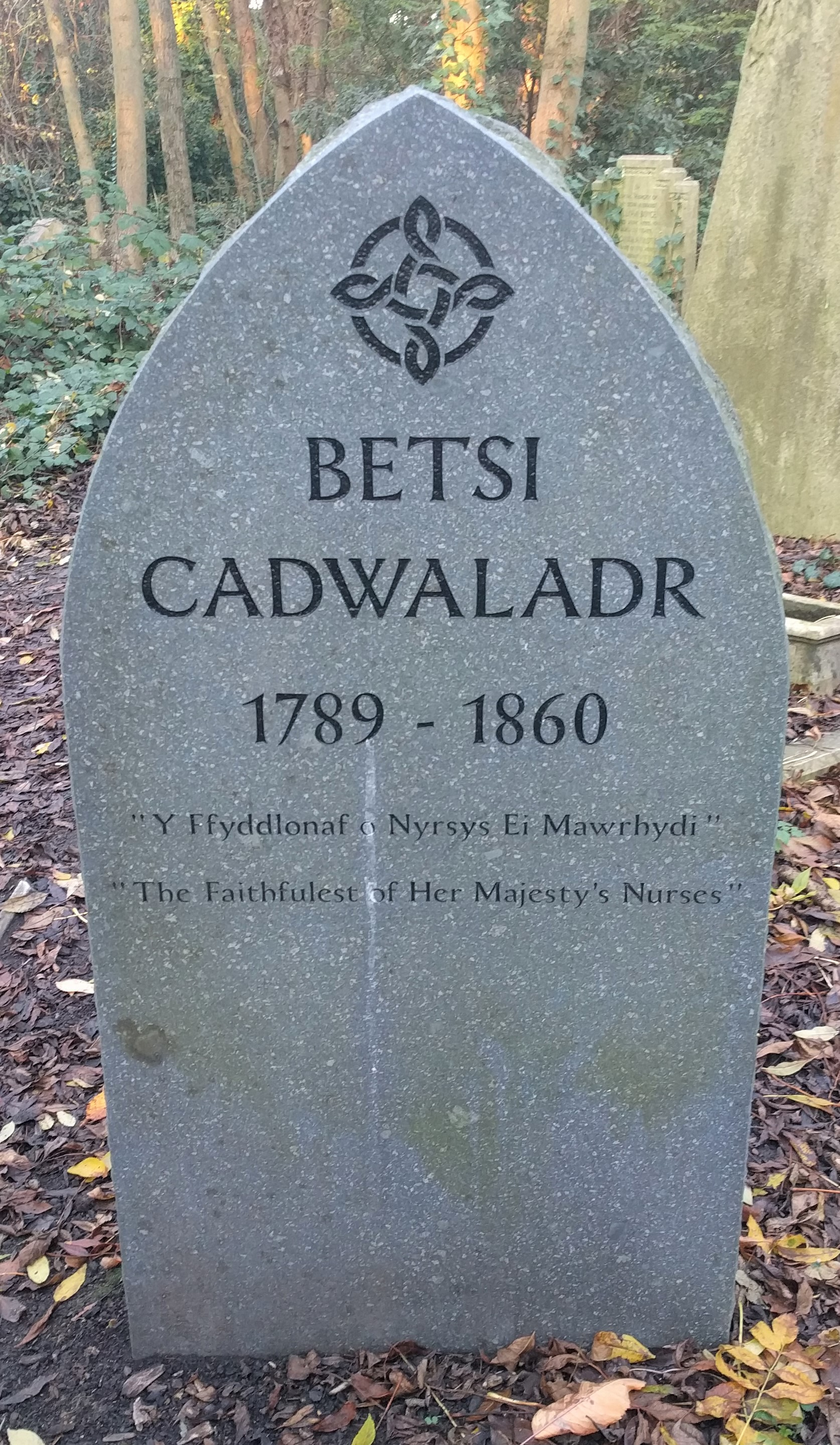
Nový náhrobní kámen umístěný na její hrob v roce 2012.

Po návratu do Spojeného království se rozhodla stát kvalifikovanou zdravotní sestrou a nastoupila jako praktikantka v Guy's Hospital v Londýně. Po dokončení výcviku, ve věku 65 let, se přidala k vojenské ošetřovatelské službě. Měla v úmyslu pracovat na Krymu, i přesto, že se jí od toho její sestra Bridget snažila odradit. S jejím odjezdem na Krym nesouhlasila ani Florence Nightingalová, která pocházela z vyšších společenských kruhů. Nightingalové vadil nejen její nízký dělnický původ, ale také skutečnost, že pocházela z Walesu. Přesto Cadwaladr v Turecku několik měsíců působila v nemocnici, kterou vedla Nightingalová. Ovšem mezi oběma ženami docházelo k neustálým třenicím vycházejícím jak z jejich velmi odlišného sociální původu, tak také výrazného věkového rozdílu, kdy je od sebe dělilo 31 let. Nightingalová také více lpěla na dodržování pravidel a na byrokracii a také řadu pravidel sama zaváděla. Cadwaladr často pravidla překračovala a reagovala více intuitivně podle neustále se měnících potřeb zraněných vojáků. A přestože Nightingalová později ocenila její zásluhy při zlepšování nehygienických podmínek, dostal se jejich vztah na takovou úroveň, že se Betsi Cadwaladr rozhodla odejít do nemocnice v Balaklavě, která se nacházela blíže frontové linii. Zde kromě samotné ošetřovatelské práce také dohlížela na táborovou kuchyni a ve snaze zajistit potřebné zásoby i nadále bojovala proti byrokracii.

## Smrt
Podmínky na Krymu se však velmi podepsaly na jejím zdraví a v roce 1855 se vrátila do Spojeného království. V té době trpěla cholerou a úplavicí. Po návratu žila v Londýně v domě své sestry, kde také napsala své paměti. Zemřela v roce 1860 a byla pohřbena na londýnském hřbitově Abney Park Cemetery.
V srpnu 2012 byl na její hrob umístěn nový náhrobní kámen.